# Bibliothèque centrale de l'Institut national de la statistique et des études économiques
Bibliothèque centrale de l'Institut national de la statistique et des études économiques (česky Ústřední knihovna Národního institutu statistiky a ekonomických studií) je knihovna v Paříži, která slouží francouzskému statistickému úřadu INSEE. Sídlí v budově institutu na adrese Boulevard Adolphe-Pinard č. 18 ve 14. obvodu.

## Historie
Současná knihovna vznikla spojením různých celků: knihoven bývalých statistických úřadů, knihovny ministerstva obchodu a práce a Ekonomického informačního centra. Knihovna ministerstva byla založena na počátku 20. století, aby shromažďovala odbornou literaturu a usnadňovala řešení odborných ekonomických a sociálních otázek. V roce 1937 obsahovala zhruba 200 000 svazků.
Ekonomické informační centrum vzniklo ve 20. letech, aby shromažďovalo odborné dokumenty týkající se veřejné správy. V roce 1934 bylo připojeno k ministerstvu obchodu a v roce 1938 k Francouzské národní knihovně.
V roce 1945 byly jeho fondy znovu odděleny. Část zůstala v Národní knihovně a část byla připojena k ministerstvu ekonomiky, ale hned v následujícím roce byly fondy převedeny pod nově vzniklý Institut national de la statistique et des études économiques. Zde byly spojeny s knihovnami předchůdců statistického úřadu.